# ۹۷۹۳ توروالدز
سیارک ۹۷۹۳ توروالدز (به انگلیسی: 9793 Torvalds، نامگذاری:1996BW4) نه هزار و هفتصد و نود و سومین سیارک کشف شده‌است که در ۱۶ ژانویه ۱۹۹۶ کشف شد.
قدر مطلق سیارک برابر ۱۵٫۲۰ است.
این سیارک به نام لینوس توروالدز خالق هسته لینوکس نام گذاری شده‌است.